# Осокоцветные
Осокоцве́тные (лат. Cyperáles) — ботаническое название порядка однодольных цветковых растений. В современной классификации APG IV как самостоятельный не выделяется. В системе Энглера и системе Веттштейна состоит только из одного семейства. В системе Кронквиста является порядком в подклассе коммелины (Commelinidae) и включает следующие семейства:
- Cyperaceae — Осоковые;
- Poaceae — Злаки.

В системе APG II и до текущей версии APG IV (2016) все эти растения включены в порядок Poales — Злакоцветные.